# Vermelho direto 89
Vermelho direto 89, escarlate solofenil BNLE, vermelho direto BNLE, escarlate direto rápido BNL é um corante azo-composto de fórmula C44H32N10Na4O16S4 e massa molecular 1177,0. É classificado com o número CAS 12217-67-3.
É produzido em etapa inicial pela diazotação do ácido 3-amino-4-metoxibenzenossulfônico com acoplamento a ácido 7-amino-4-hidroxinaftaleno-2-sulfônico.